# Andesite basaltica
L'andesite basaltica è una roccia vulcanica, definita su base chimica, di colore nero e di composizione intermedia, relativamente al contenuto in silice (SiO2), tra il basalto e l'andesite. La tessitura è generalmente porfirica olocristallina o ipocristallina.

## Composizione
L'andesite basaltica si classifica con il diagramma TAS. Contiene una percentuale in peso di silice (SiO2) compresa tra il 52 e il 57% e in alcali (Na2O + K2O) tra lo 0 e il 5-6% circa. Sul piano chimico un'ulteriore distinzione può essere fatta sulla base del rapporto percentuale in peso K2O - SiO2  (fig.2) in andesiti basaltiche a basso, medio e alto potassio (K). Sul piano mineralogico, l'andesite basaltica differisce dall'andesite per la maggior presenza, tra i ferromagnesiferi, di clinopirosseni a fronte di una diminuzione di olivina. I minerali nell'andesite basaltica includono l'olivina, l'augite e il plagioclasio con tenore in anortite An>50., sia in fenocristalli che in microliti nella pasta di fondo.

## Composizione chimica e normativa

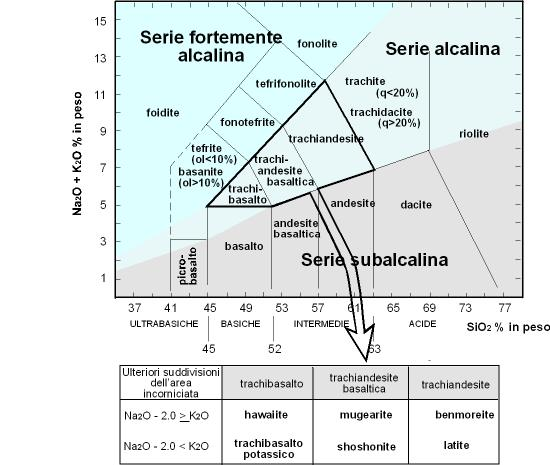
Fig. 1. Classificazione chimica dell'andesite basaltica secondo il diagramma TAS.

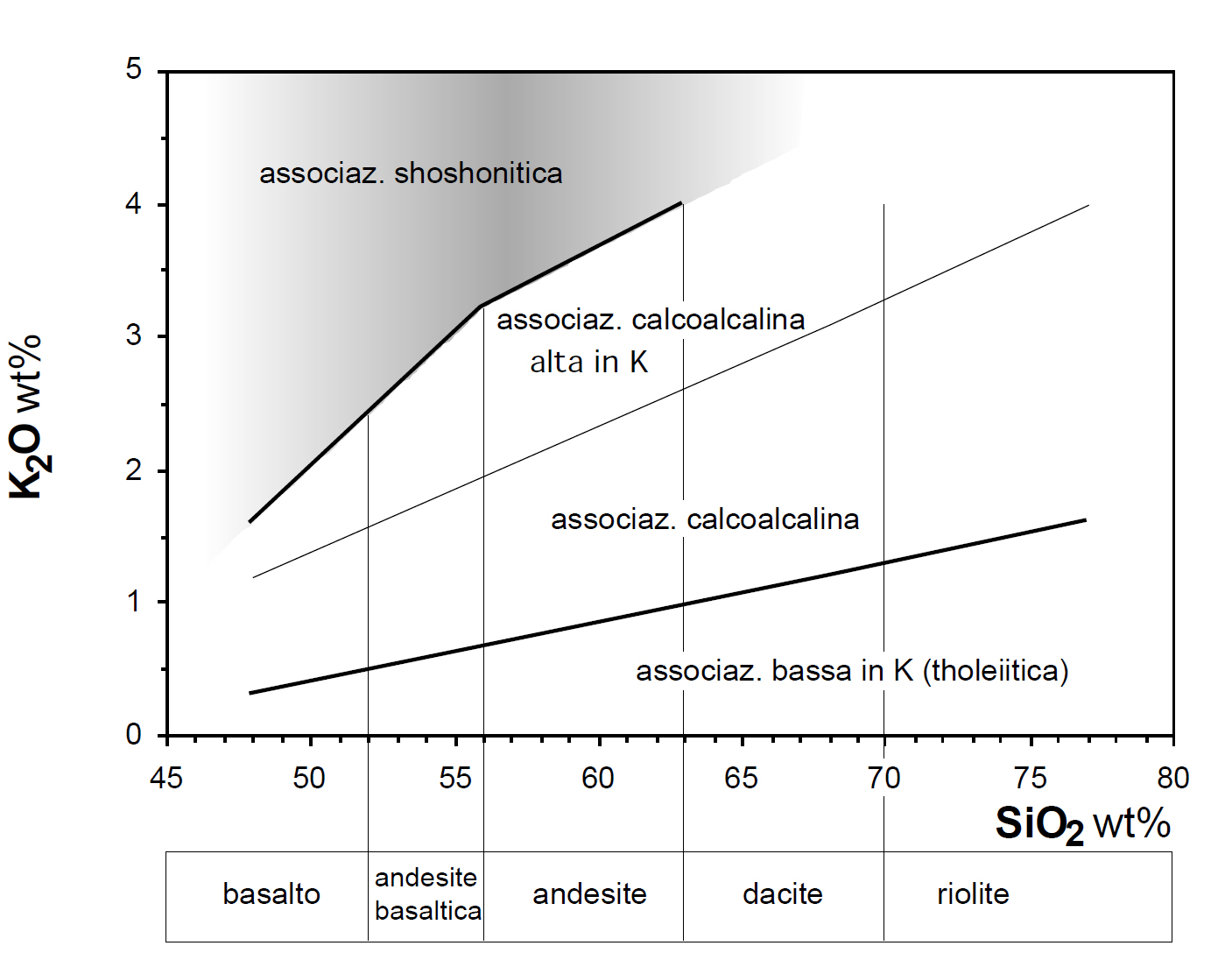
Fig. 2. Diagramma K_{2}O % in peso - SiO_{2} % in peso, discriminante i diversi tipi di rocce subalcaline. Da Innocenti et al. (1999) ridisegnato

|       | % in peso |
| ----- | --------- |
| SiO2  | 53,87     |
| TiO2  | 1,10      |
| Al2O3 | 17,59     |
| Fe2O3 | 3,28      |
| FeO   | 6,91      |
| MnO   | 0,43      |
| MgO   | 3,21      |
| CaO   | 10,73     |
| Na2O  | 2,04      |
| K2O   | 0,86      |

|            | % in peso |
| ---------- | --------- |
| Quarzo     | 10,54     |
| Ortoclasio | 5,07      |
| Albite     | 17,24     |
| Anortite   | 36,31     |
| Diopside   | 14,05     |
| Iperstene  | 9,96      |
| Magnetite  | 4,75      |
| Ilmenite   | 2,09      |

## Origine delle andesiti basaltiche
Analogamente alle andesiti, per le andesiti basaltiche si ipotizzano tre origini:
- Cristallizzazione frazionata di basalti: nel cuneo di mantello terrestre sotto ad una zona di subduzione;
- Mixing magmatico: di magma basaltico con magma riolitico;
- Magma primario: per fusione parziale di lherzolite a spinello del mantello litosferico.

## Distribuzione
L'andesite basaltica si può trovare nei vulcani in tutto il mondo, in particolar modo in quelli collocati al di sopra delle zone di subduzione, sia in ambiente oceanico che al margine di continenti, come ad esempio nelle catene delle Montagne Rocciose e delle Ande, nelle due Americhe.